# 天保大判
天保大判（てんぽうおおばん）とは天保9年6月24日（1838年）より発行された大判である。吹替えによるものではなく、享保大判と同形式であり金品位も近く、吹増大判（ふきましおおばん）あるいは吹継大判（ふきつぎおおばん）とも呼ばれる。
天保8年8月（1837年）から鋳造された五両判はもともと大判座の後藤四郎兵衛家十五代真乗が発案したものであったが、通貨であることを理由に金座に鋳造担当を奪われたことから大判座の財政難対策に苦慮していたところに登場した大判鋳造であり、大判座救済策の意味合いもあったとされる。

## 概要
表面は「拾両後藤（花押）」と墨書され、後藤四郎兵衛家十六代方乗、十七代典乗の書であり、上下左右に丸枠桐極印がそれぞれ一箇所、計四箇所打たれ、形状はやや角ばった楕円形である。表面の鏨目（たがねめ）がやや太く熨斗目（のしめ）に近く、極印の形状が異なることなどから享保大判と区別される。
裏面中央に丸枠桐紋、亀甲桐紋、花押の極印に加え、左下に座人極印が打たれる。
裏面の極印による鋳造高は、天保9年6月21日（1838年）より8月28日までは「方・次・丘」2枚（見本金）、「伊・三・丘」243枚、「伊・文・丘」224枚、「伊・次・丘」154枚であり、内7枚が潰金となり、同年9月26日から12月2日までは156枚（極印不詳）が鋳造され、天保11年12月23日（1841年1月15日）より12年4月21日（1841年）までは「い・宇・川」および「は・宇・川」の計1,115枚が鋳造された。
元文小判に対し含有金量に基づけば11両3分であったところに10両という相場が定着していた中、商人による大判の退蔵が行われ大判の調達に不足をきたし、その後、文政小判に対し20両、天保小判に対し32両まで高騰していた大判相場が、天保大判の発行により下落し20両2分で落ち着いた。
通用期間は天保9年6月24日（1838年）より、万延元年4月10日（1860年）までであり、享保大判と並行して流通した。
| 名称     | 鋳造開始              | 規定品位 分析品位(造幣局)                                   | 規定量目             | 鋳造量  |
| -------- | --------------------- | ----------------------------------------------------------- | -------------------- | ------- |
| 天保大判 | 天保9年6月 （1838年） | 六十五匁位一分七厘五糸位（67.5%） 金67.36%/銀28.33%/雑4.31% | 44.2匁 (165.4グラム) | 1,887枚 |